# 尼歐拉 (堪薩斯州)
尼歐拉（英語：Neola）是位於美國堪薩斯州斯塔福德縣的一個非建制地區。

## 地理
尼歐拉所處的海拔為高於海平面550米（即1805英呎），而該地所採用的時區為UTC-6，即北美中部時區（CST）。同時該地設有夏令時間，為UTC-6調快一小時，即UTC-5（CDT）。